# Фестиваль Fantasporto 1993 года
Фестиваль фантастических фильмов «Fantasporto» (порт. XII Festival Internacional de Cinema Fantástico - Mostra de Cinema Fantástico) проходил с 5 по 14 февраля 1993 года в городе Порту (Португалия).

## Лауреаты конкурса полнометражных лент
- Лучший фильм — «Живая мертвечина» (Braindead), Новая Зеландия, режиссёр Питер Джексон
- Лучший режиссёр  — Жан-Клод Лозон за фильм «Леоло» (Leolo), Канада
- Лучший актёр  — Харви Кайтел за роль в фильме «Плохой лейтенант» (The Bad Lieutenant),США, 1981, режиссёр Эйбл Феррара
- Лучшая актриса  — Эванхелина Соса в фильме «Ангел огня» (Angel de Fuega), Мексика, режиссёр Дана Ротберг
- Лучший сценарий — Билли Торнтон, Том Эпперсон за сценарий к фильму «Один неверный шаг» (One False Move), США, режиссёр Карл Франклин
- Лучшие спецэффекты: «Живая мертвечина»
- Приз критики — «Армия тьмы» (Army of Darkness), США, режиссёр Сэм Рэйми
- Специальная премия жюри — «Ангел огня» (Angel de Fuega), Мексика, режиссёр Дана Ротберг
- Приз зрителей — фильм «Леоло» (Leolo), Канада
- Премия новым творцам (Премия по итогам Недели режиссёров) — «Шок», (Swoon), США, режиссёр Том Калин